# ادبیات معاصر تاجیکستان
ادبیات تاجیک (به فارسی تاجیکی: Адабиёти тоҷик) — ادبیات به زبان فارسی تاجیکی است. تا قرن پانزدهم میلادی، بخشی از ادبیات فارسی بود. تاریخ ادبیات مستقل تاجیک از قرن شانزدهم میلادی آغاز می‌شود. ادبیات تاجیک را می‌توان ادامه‌ی ادبیات کلاسیک فارسی دانست. پیش از هر چیز و به طور اساسی این موضوع به نزدیکی فرهنگی و تاریخی مردم تاجیک با ایرانیان و دیگر اقوام ایرانی‌زبان ایران و همچنین نزدیکی زبانی زبان‌های تاجیکی و فارسی مربوط می‌شود. ادبیات تاجیک از سنت کلاسیک فارسی در شرایط تاریخی جدید پدید آمد.

## تاریخ اولیه
پیشینه‌ی ادبیات تاجیک، ادبیات فارسی قرون نهم تا پانزدهم میلادی بود که در چارچوب آن، آفرینش‌های ادبی فارسی‌زبانان و تاجیک‌ها یک سنت واحد را تشکیل می‌داد. از قرن شانزدهم میلادی [نیازمند منبع]، مردمان فارسی‌زبان به دلایل مذهبی و سیاسی شروع به جدا شدن کردند و این امر موجب جدایی ادبیات تاجیک به عنوان یک حوزه ادبی جداگانه شد.
در تاریخ ادبیات تاجیک همچنین می‌توان به طور جداگانه به تأثیر حماسه‌های کیهان‌شناختی و قهرمانی سراسر ایرانی، از جمله «اوستا»، کتاب مقدس دین زرتشتی، و همچنین دوره شوروی در تاریخ تاجیکستان اشاره کرد که عناصر انترناسیونالیستی و انقلابی را به ادبیات تاجیک آورد.
رودکی که در جوانی خواننده و نوازنده مردمی بود، به عنوان بنیانگذار به رسمیت شناخته شده‌ی ادبیات کلاسیک تاجیک-فارسی است.
یکی از مشهورترین نویسندگان ادبیات تاجیک، محمدجان رحیموف است که به خاطر آثار جنگی و ترجمه‌های شاهکارهای ادبیات جهان شناخته شده است.

## تأثیر فرهنگ روسی و آغاز مرحله‌ای نو
از نیمه دوم قرن نوزدهم تا آغاز قرن بیستم، جریان‌های روشنگری در ادبیات تاجیک پدیدار شدند که تا حد زیادی ناشی از تأثیر پیشرو و فعال فرهنگ روسی پس از الحاق آسیای میانه به امپراتوری روسیه بود.
احمد دانش (۱۸۲۷–۱۸۹۷)، اندیشمند، روشنفکر، فیلسوف، نویسنده و شاعر و دولتمرد امارت بخارا، تا حدی بنیانگذار این مرحله بود. او نظام و قوانین استبدادی و قرون وسطایی امارت بخارا را مورد انتقاد قرار داد، علیه مکتب گرایی قرون وسطایی و اصول جزمی مذهبی موضع گرفت، مطالعه علوم غیردینی را ترویج کرد و طرح‌هایی برای بازسازی نظام دولتی بر اساس کشورهای اروپایی ارائه داد. از نظر ایدئولوژیک، شاعران و نویسندگانی چون رحمت‌الله واضح (۱۸۱۸–۱۸۹۴)، شمس‌الدین شاهین (۱۸۵۹–۱۸۹۳) و محمد خیرت (۱۸۷۸–۱۹۰۲) به ویژه به دانش نزدیک بودند. ادبیات روشنگری تاجیک با جهت‌گیری واقع‌گرایانه خود متمایز می‌شد، ژانرهای جدیدی را به شعر و نثر وارد کرد (داستان واقع‌گرایانه، داستان فلسفی-رمانتیک و غیره) و گامی جدی و بزرگ در جهت دموکراتیزه کردن زبان ادبی تاجیک برداشت.
در آغاز قرن بیستم، نویسندگانی چون صدرالدین عینی (۱۸۷۸–۱۹۵۴)، تاش‌خواجه اسیری (۱۸۶۴–۱۹۱۶)، میرزا سراج (۱۸۷۷–۱۹۱۳) نه تنها سنت‌های ادبیات روشنگری تاجیک را ادامه دادند، بلکه تلاش‌های زیادی برای نزدیک کردن ادبیات به زندگی مردم عادی انجام دادند و به طور واقع‌گرایانه تضادهای اجتماعی-اجتماعی آن دوره را به تصویر کشیدند و اشتیاق به دانش را در میان مردم ترویج کردند. حافظ تاجیک، خواننده ترانه‌های مردمی حکمت رضا (۱۸۹۴–۱۹۹۰) مکتب گورگولی‌خوانی، یعنی اجرای حماسه «گوراوغلی» را بنیان نهاد.

## پیشگامان ادبیات معاصر تاجیکستان
سه نویسنده، برترین نویسندگان نخستین نسل ادبیات فارسی تاجیکی شوروی خوانده می‌شوند. صدرالدین عینی (۱۸۷۸ تا ۱۹۵۴)، نویسنده و آموزگار نوگرا که با شاعری آغاز کرد ولی پس از آن آثاری به نثر نیز آفرید. کارهایش دربرگیرندهٔ سه رمان بزرگ است که مسائل اجتماعی منطقه را در روزگار خان‌نشینی بخارا به تصویر می‌کشد. عینی نخستین رئیس فرهنگستان علوم تاجیکستان می‌باشد.
ابوالقاسم لاهوتی (۱۸۸۷ تا ۱۹۵۷) شاعری ایرانی که به دلایل سیاسی به اتحاد شوروی و مشخصاً تاجیکستان مهاجرت می‌کند. او اشعار غنایی و اجتماعی-واقع‌گرایانه می‌نوشت. شاعر دیگر، میرزا تورسون‌زاده (۱۹۱۱ تا ۱۹۷۷) می‌باشد که ادبیات شفاهی فارسی تاجیکی را گردآوری کرد، اشعاری دربارهٔ دگرگونی‌های اجتماعی تاجیکستان سرود و آثاری در زمینه‌های سیاسی روزگار خویش آفرید. از آن نسل تا کنون، شاعران، رمان‌نویسان، نویسندگان داستان‌های کوتاه و نمایش‌نامه‌نوسان فراوانی در تاجیکستان ظهور کرده‌اند.

## نویسندگان برجسته
- صدرالدین عینی
- میرزا عبدالواحد مُنظِم
- پیرو سلیمانی
- ابوالقاسم لاهوتی
- صدرِ ضیا
- ساتِم اُلُغ‌زاده
- میرزا تورسون‌زاده
- لایق شیرعلی
- بازار صابر
- محمدجان شکوری